# Сунь Веньянь
Сунь Веньянь  (кит.: 孙 文雁, 27 грудня 1989) — китайська спортсменка, спеціалістка з синхронного плавання, олімпійська медалістка.

## Виступи на Олімпіадах
| Олімпіада   | Дисципліна | Місце |
| ----------- | ---------- | ----- |
| Лондон 2012 | командні   | 2     |
| Ріо 2016    | командні   | 2     |
| Ріо 2016    | дует       | 2     |
| Токіо       | дуети      | 2     |
| Токіо       | групи      | 2     |